# Eduard von Reden-Lütcken
Eduard von Reden-Lütcken (* 14. November 1938 in Jena; † 24. Februar 2017 in Wischhafen) war ein deutscher Verwaltungsjurist.

## Werdegang
Der in Jena geborene von Reden-Lütcken, ein Enkel des Georg von Reden, promovierte 1971 an der Juristischen Fakultät der Universität Göttingen. Er studierte zeitweilig auch in Montpellier in Frankreich.
Er war ab 1975 Stadtkämmerer der Stadt Hameln. Vom 16. November 1980 bis 15. November 1992 war er hauptamtlicher Oberstadtdirektor in Hameln. In dieser Zeit war er auch Verwaltungsratsvorsitzender der damaligen Stadtsparkasse Hameln. Danach wurde er Hauptgeschäftsführer des Arbeitgeberverbandes AdU. 2000 verließ er Hameln um in den Norden Niedersachsens nach Freiburg an der Elbe zu ziehen.
Als Besitzer des Rittergutes Holenwisch in Kehdingen wurde er im August 2002 Präsident der Ritterschaft des Herzogtums Bremen.
Von Reden-Lütcken hatte drei Kinder. Im Alter von 78 Jahren starb von Reden-Lütcken am 24. Februar 2017 in Wischhafen im Schloss Holenwisch.